# دیاسپورا (نرم‌افزار)
دیاسپورا یک وب سرور شخصی است که خدمات یک شبکه اجتماعی توزیع شده را پیاده‌سازی می‌کند. نصب نرم‌افزار گرههایی (که «غلاف» نامیده می‌شوند) را شکل می‌دهد که شبکه اجتماعی دیاسپورا را راه می‌اندازد.
پروژه توسّط دان گریپی، مکسول سالزبرگ، رافائل سوفائر و ایلیا ژیتومیرسکی که دانشجویان مؤسسه ریاضی کورانت بودند، گشایش شد. این گروه در کیک‌استارتر موفّق به دریافت بیش‌از ۲۰۰هزار دلار تأمین مالی جمعی شد. یک نسخه مصرف‌کننده آلفا در ۲۳ نوامبر ۲۰۱۰ منتشر شد.
کنراد لاوسون، وبلاگ‌نویس روزنامه وقایع تحصیلات عالیّه، دیاسپورا را در ژوئیه ۲۰۱۱ به عنوان یک جایگزین برای نرم‌افزار تأثیرگذار بر تولید پیشنهاد کرد.